# سیارک ۲۱۶۰۹
سیارک ۲۱۶۰۹ (به انگلیسی: 21609 Williamcaleb، نامگذاری:1999JQ41) بیست و یک هزار و ششصد و نهمین سیارک کشف شده‌است که در ۱۰ مه ۱۹۹۹ کشف شد.
قدر مطلق سیارک برابر ۲۵.۷ است.